# آيت عمر (بلفاع)
آيت عمر هي إحدى مشيخات المملكة المغربية، تتبع جغرافيا لإقليم شتوكة آيت باها وإداريًا لبلفاع. يقدر عدد سكانها بـ 10722 نسمة حسب الإحصاء الرسمي للسكان والسكنى لسنة 2004.